# 王伟 (1976年3月)
王伟（1976年3月—），男，汉族，大学学历，中华人民共和国政治人物。

## 生平
历任宁夏东方钽业股份有限公司一分厂副厂长、党支部书记（主持工作），厂长、党支部书记；共青团宁夏回族自治区委副书记、党组成员；中卫市副市长；中卫市委常委、副市长等职务。2018年10月，任共青团宁夏自治区委员会党组书记、书记。
2021年12月，任石嘴山市市长。